# Salier-Radweg
Der Salier-Radweg ist ein 2007 eröffneter Radweg in der Pfalz und in Rheinhessen, der dem Tourismus dient. Mit einer stilisierten Krone markiert, verbindet er im Südosten des heutigen Landes Rheinland-Pfalz historische Stätten des salischen Herrschergeschlechts. Er führt – meist etwas abseits der großen Verkehrsverbindungen – von Speyer über Bad Dürkheim und Frankenthal nach Worms und enthält als südliche Teilstrecke den vorherigen Kaiser-Konrad-Radweg.

## Geschichte
Die Salier waren ein fränkisches Adelsgeschlecht im Heiligen Römischen Reich des 10. bis 12. Jahrhunderts. Konrad II. wurde im Jahre 1024 König des ostfränkisch-deutschen Reiches und 1027 der erste Kaiser aus dem Geschlecht der Salier. Als bekanntester Vertreter gilt sein Enkel Heinrich IV., dessen Gang nach Canossa (1077) für einen Bittgang sprichwörtlich geworden ist. Heinrich V., der letzte Salierkönig, regierte bis 1125.
Die Salier und weitere fränkische Adelsgeschlechter wie die Leininger, die salische Gefolgsleute waren, errichteten im südwestdeutschen Raum viele romanische Sakral- und Wehrbauten. Eine repräsentative Auswahl kann – neben weiteren Kulturdenkmälern auch aus anderen Stilepochen – auf dem Salier-Radweg besichtigt werden, darunter zwei Kaiserdome.

## Verlauf und Sehenswürdigkeiten
Der insgesamt 120 km lange Salier-Radweg − mit einigen in der Nähe gelegenen Randzielen knapp 144 km – hat auf der Landkarte etwa die Form einer Acht, deren beide Schleifen sich im Raum Birkenheide–Maxdorf–Lambsheim treffen. Der südliche Rundkurs ist mit dem seit 2003 bestehenden Kaiser-Konrad-Radweg identisch, der nur in der Vorderpfalz verläuft. Der nördliche Rundkurs wurde 2007 zusätzlich geschaffen und reicht ins südliche Rheinhessen hinein. Die Eröffnung des kombinierten Radwegs erfolgte am 15. Juni 2007.
Der Radweg kann als Ganzes absolviert werden; es ist jedoch auch möglich, nur eine der beiden großen Teilstrecken oder kleinere Etappen abzufahren. Die reine Fahrzeit (ohne Pause) wird mit 9:30 Stunden angegeben, die Gesamtstrecke ist als leicht eingestuft. Lediglich die beiden Anstiege zu den Kulturdenkmälern Limburg (250 m) und Hardenburg (197 m) im Gebirgszug der Haardt oberhalb der Kreisstadt Bad Dürkheim, die selbst auf 132 m Höhe liegt, erfordern einige Anstrengung.
Teilstrecke 1
(alter südlicher Rundkurs, Kaiser-Konrad-Radweg, Länge 65,5 km)
- Speyer: Kaiserdom (⊙), Altpörtel (⊙) und weitere Kulturdenkmäler
- Schifferstadt: Jakobuskirche (⊙), Goldener Hut (⊙)
- Dannstadt-Schauernheim (⊙)
- Birkenheide: Naturdenkmal Silbergrasflur (⊙) (evtl. Wechsel zu Teilstrecke 2)
- Bad Dürkheim: Klosterruine Limburg (⊙), Ruine Hardenburg (⊙) und weitere Kulturdenkmäler
- Niederkirchen: Martinskirche (⊙)
- Meckenheim (⊙)
- Böhl (⊙)
- Speyer (⊙)

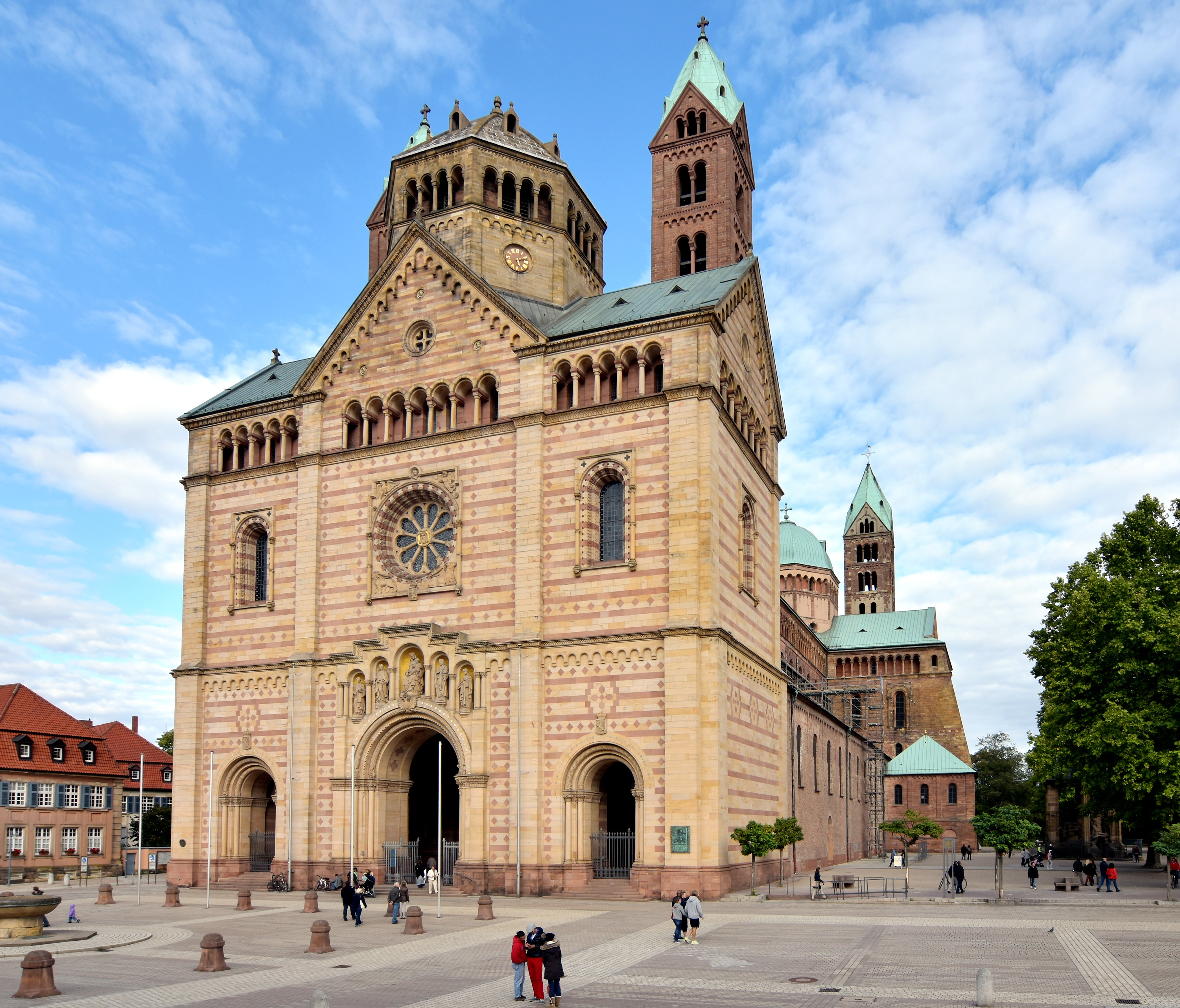
Speyer: Kaiserdom St. Marien
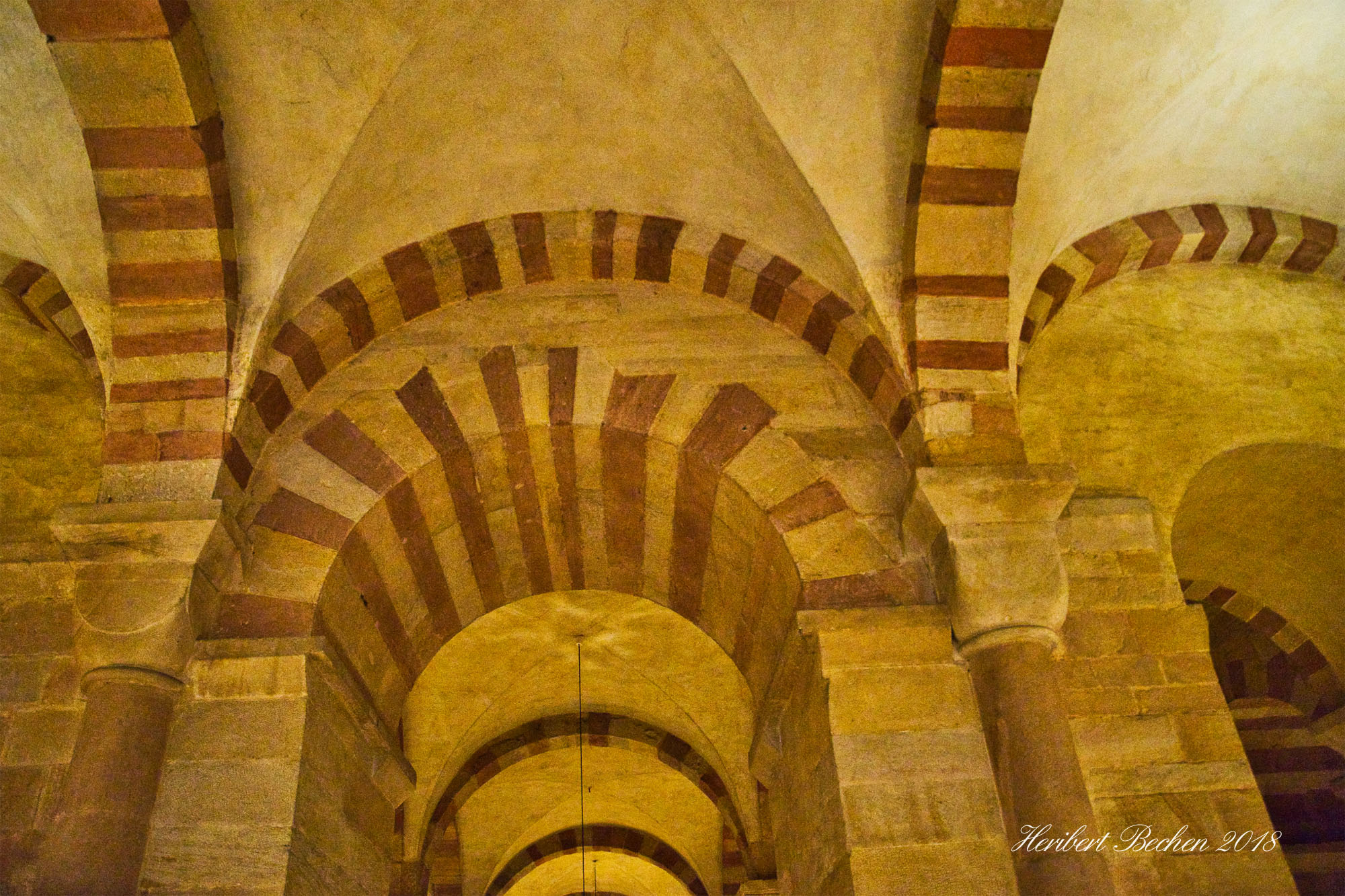
Speyer: Krypta des Doms mit salischer Grablege
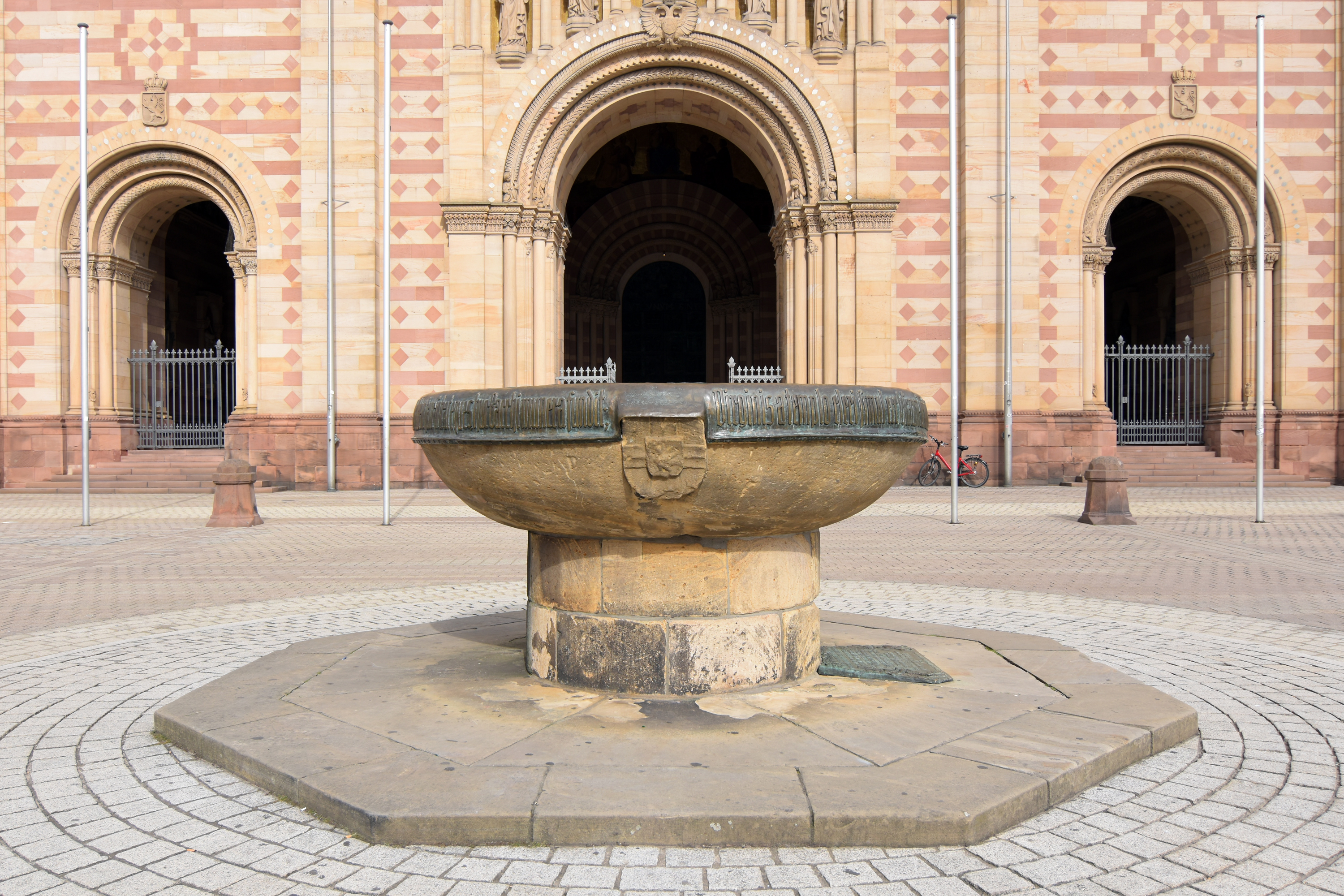
Speyer: Brunnentrog Domnapf
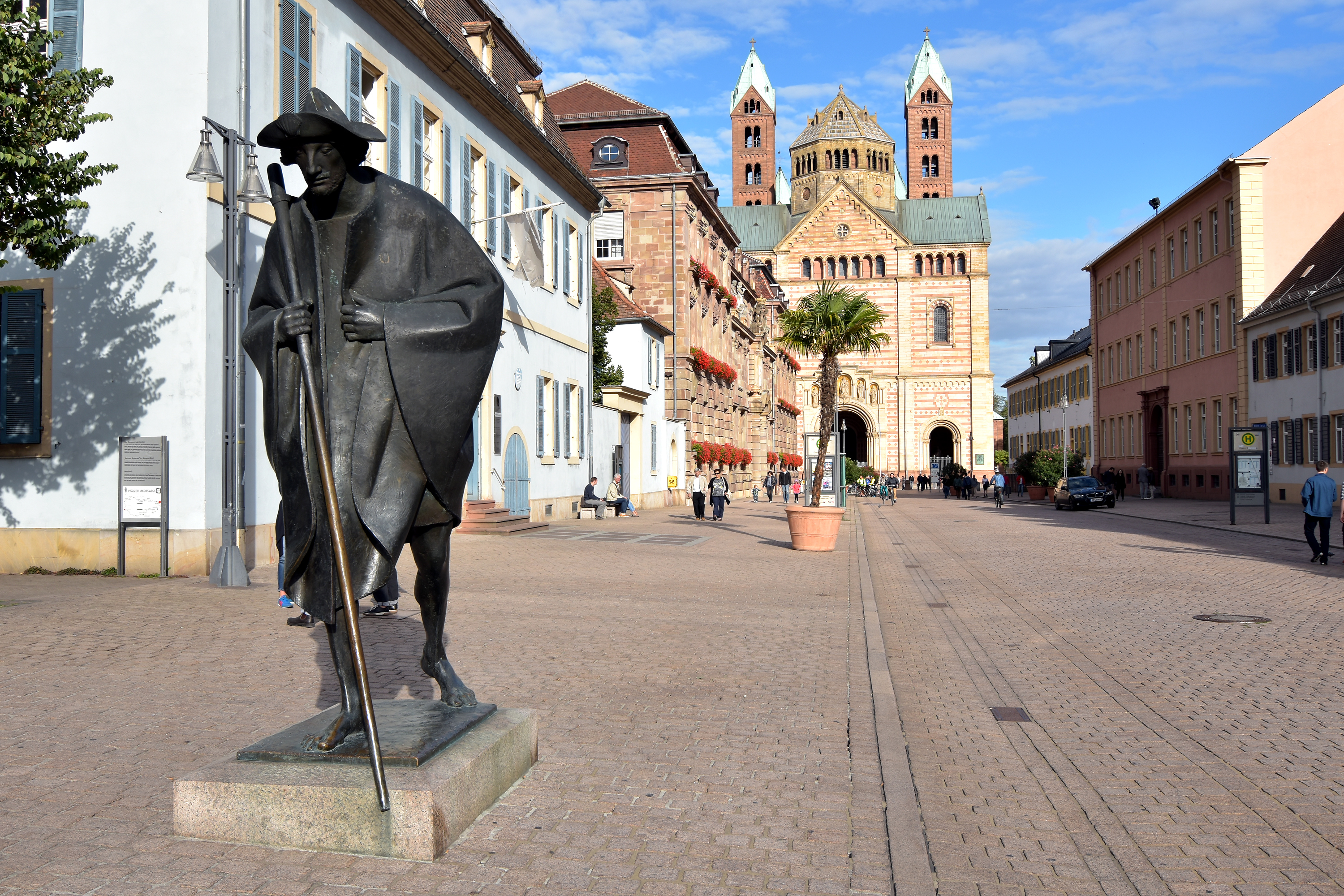
Speyer: „Jakobspilger“ (Bronzeguss von Martin Mayer)
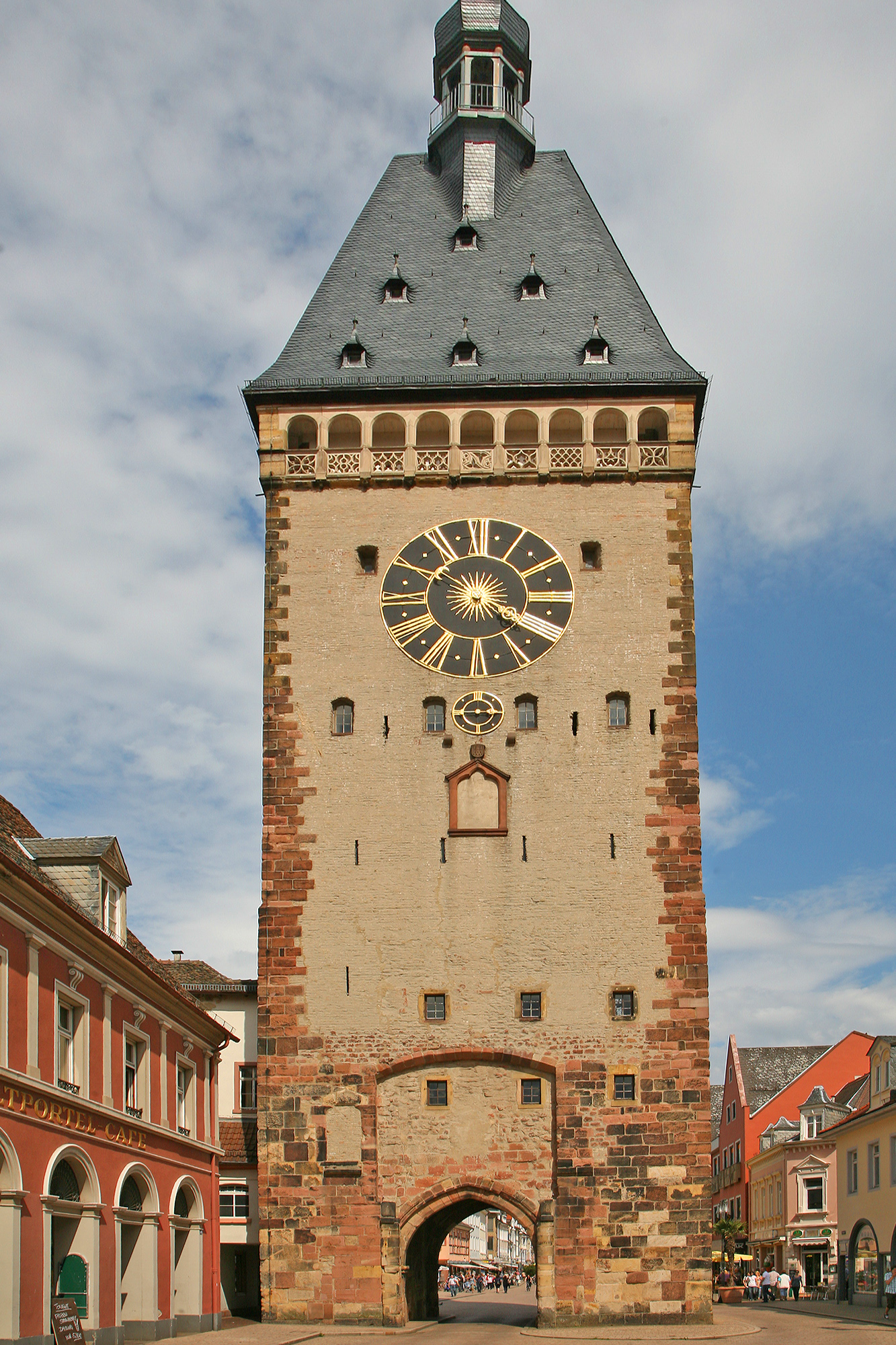
Speyer: Stadttor Altpörtel
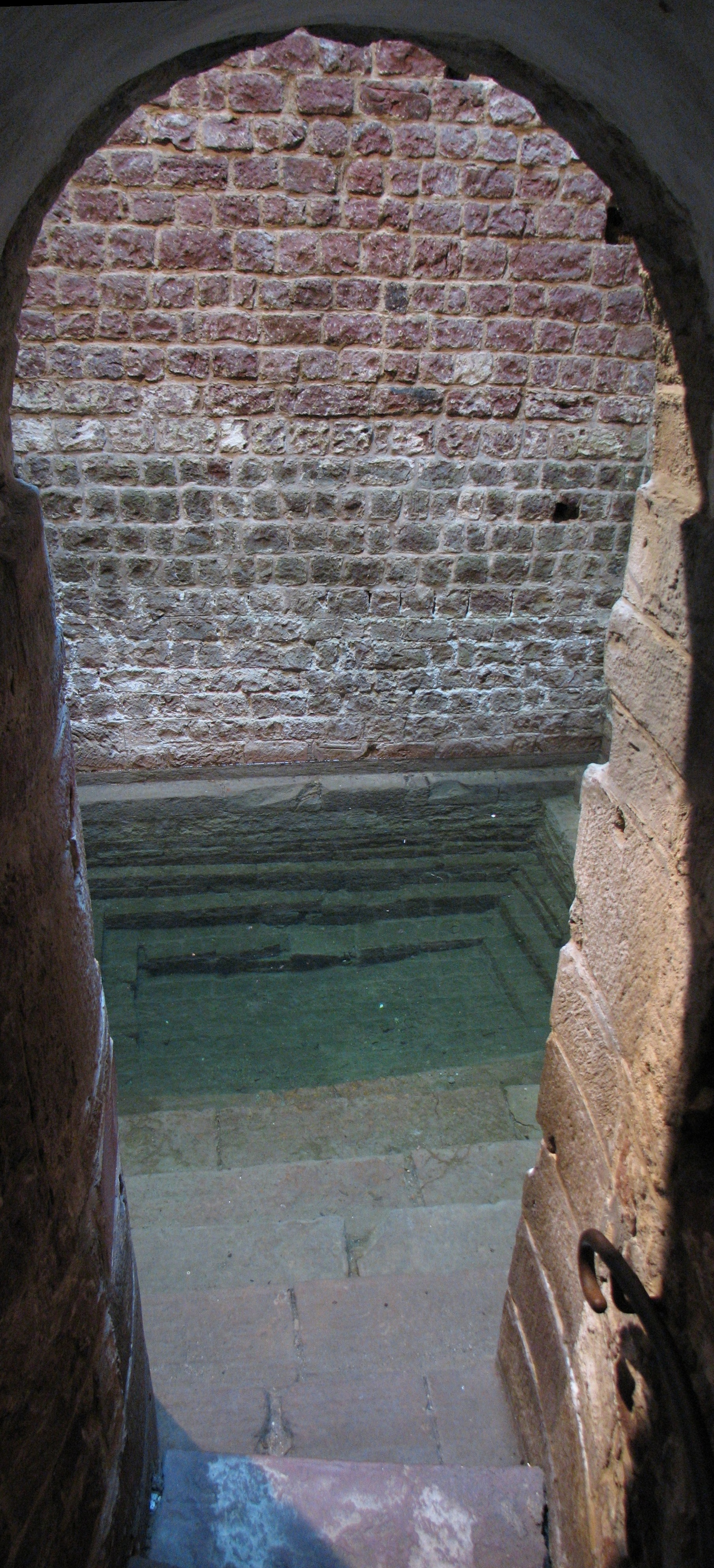
Speyer: Judenbad (Mikwe)
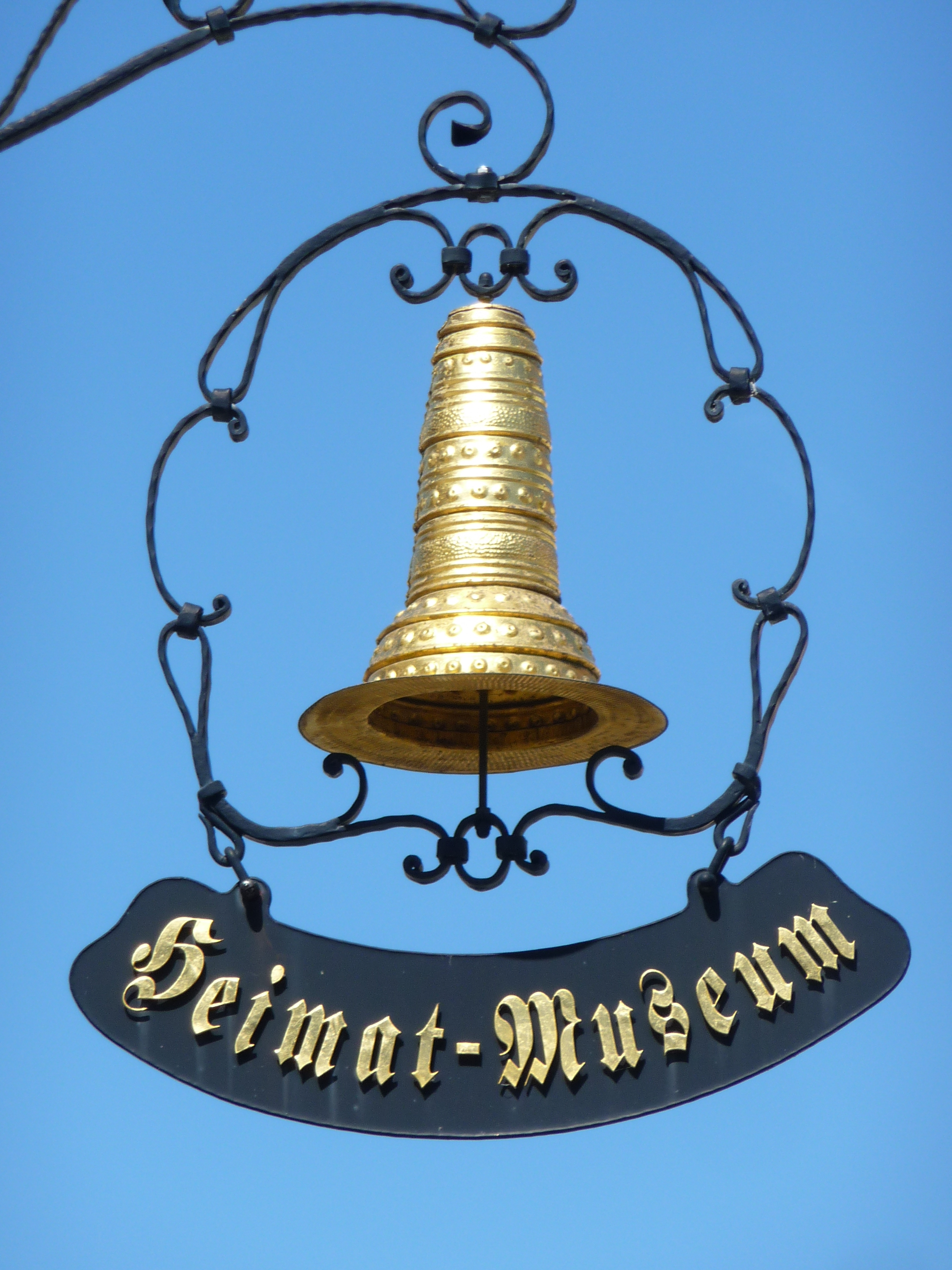
Schifferstadt: Goldener Hut
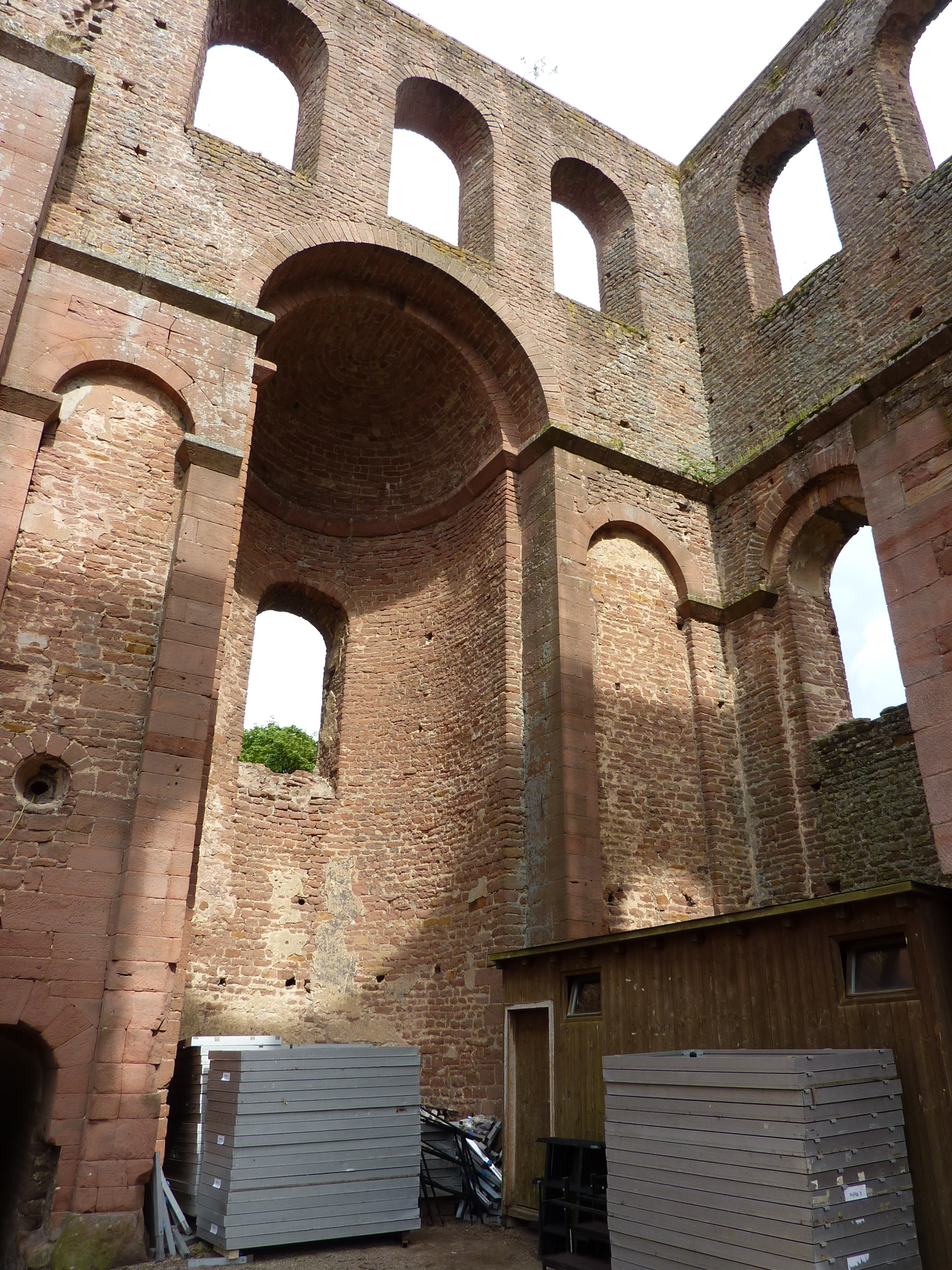
Bad Dürkheim: Klosterruine Limburg
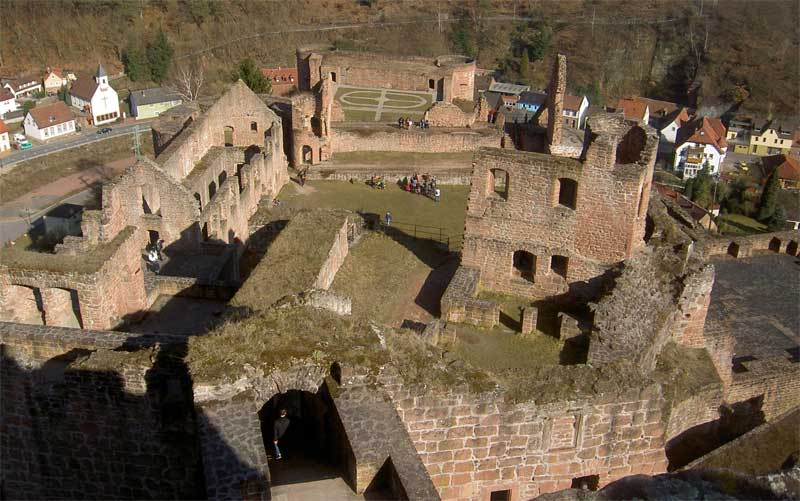
Bad Dürkheim: Ruine Hardenburg
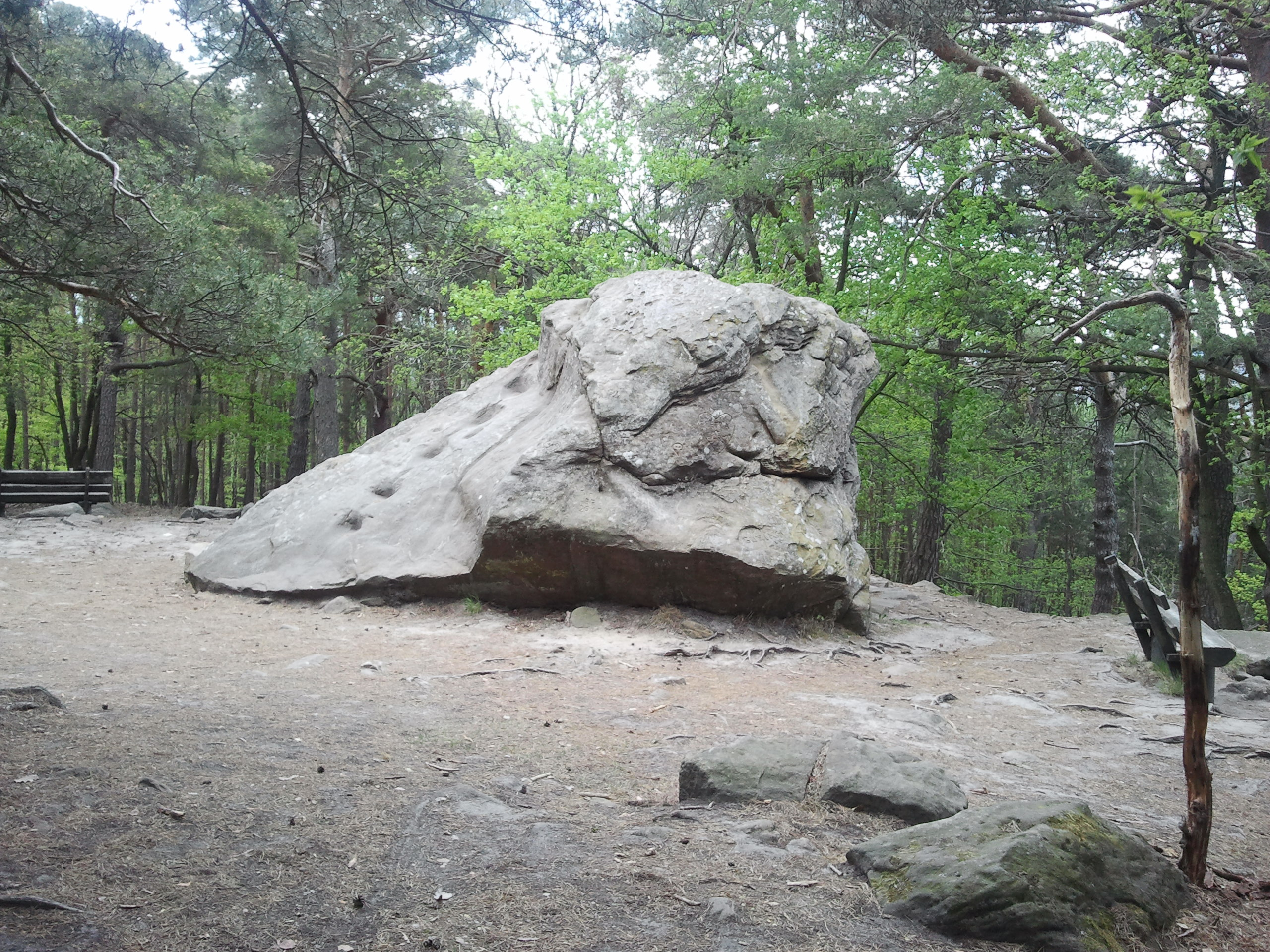
Bad Dürkheim: Kelten-Kultstätte Teufelsstein
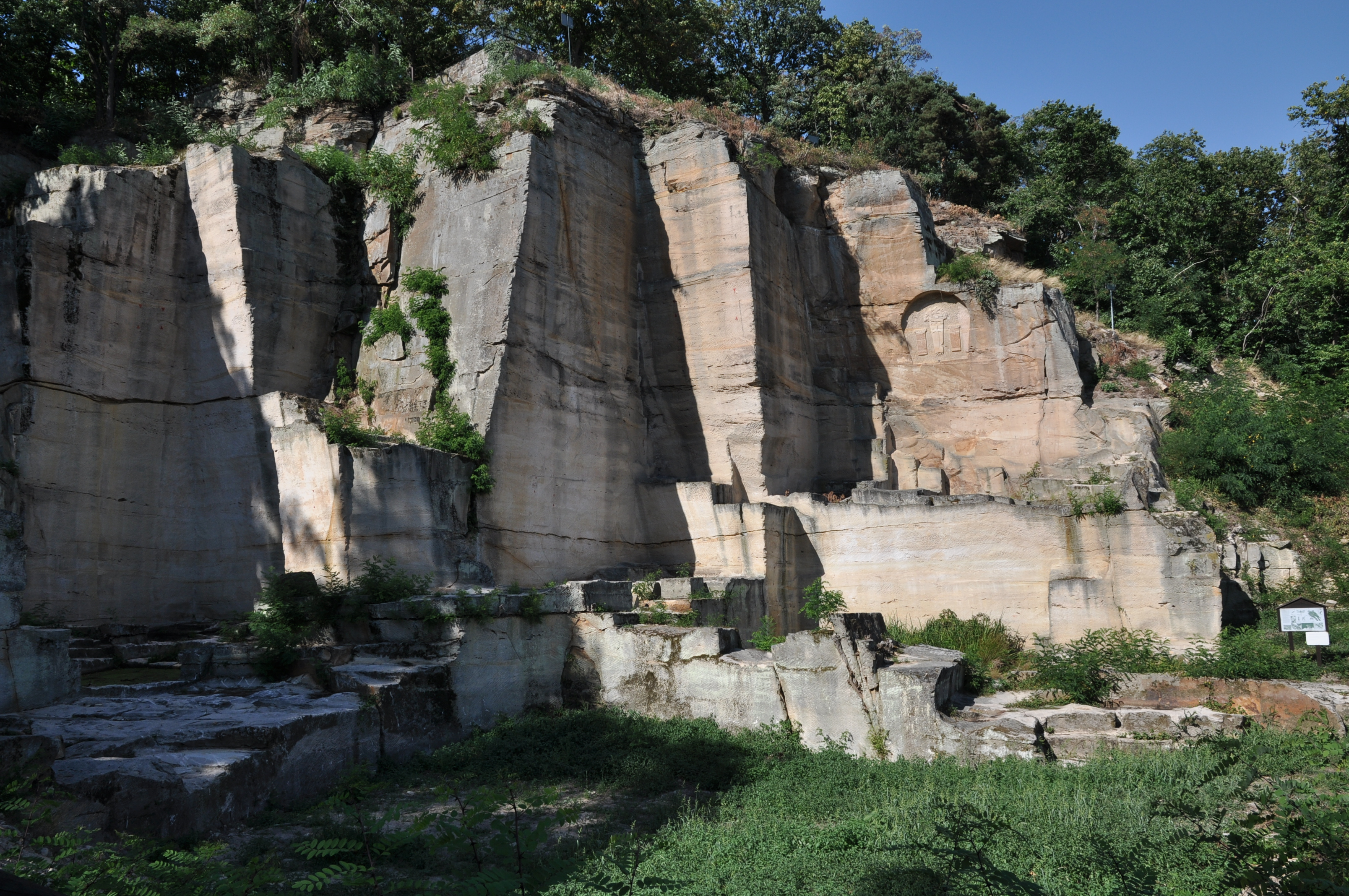
Bad Dürkheim: Römischer Steinbruch Kriemhildenstuhl
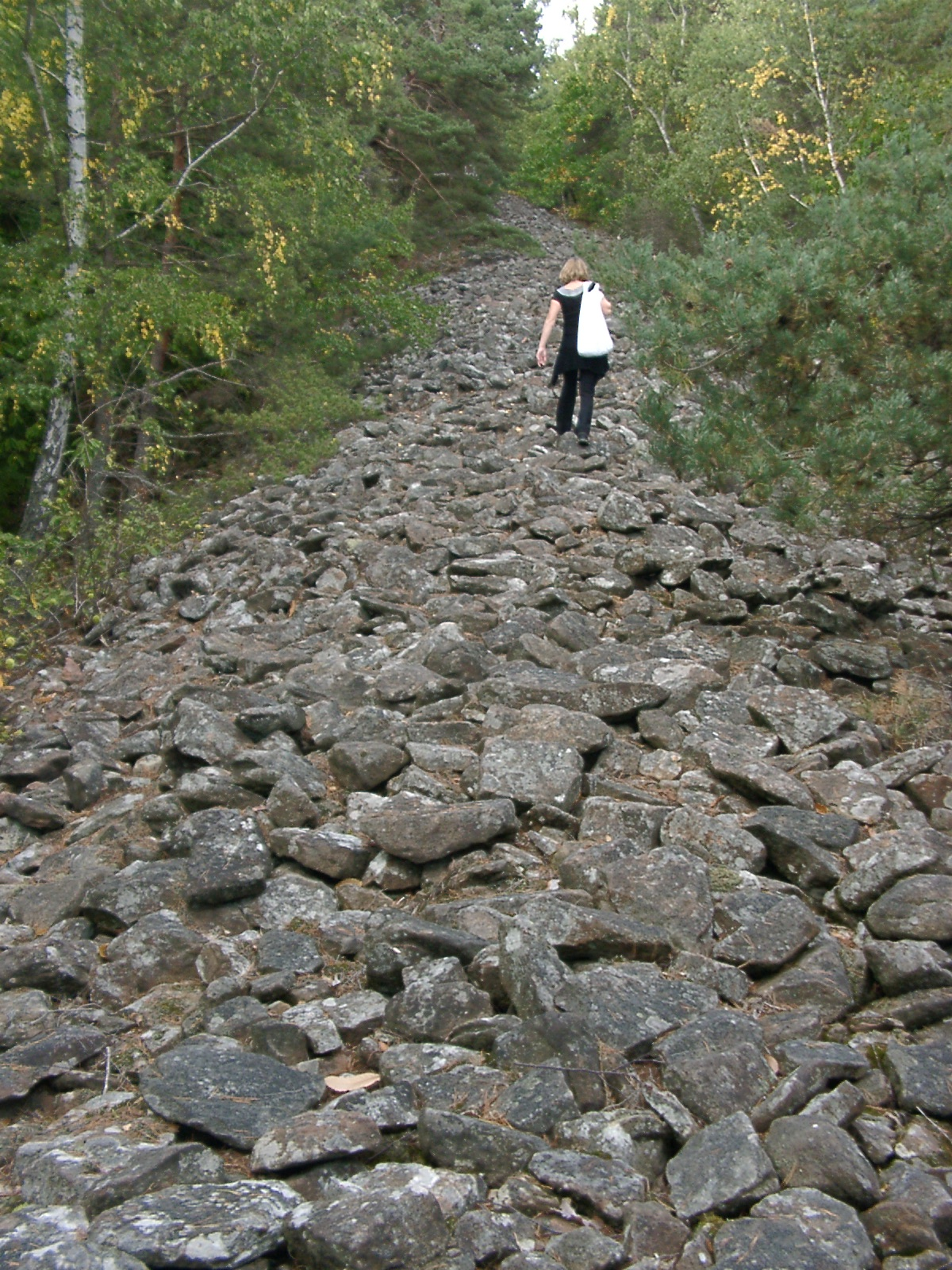
Bad Dürkheim: Kelten-Ringwall Heidenmauer

Teilstrecke 2
(zusätzlicher nördlicher Rundkurs, Länge 54,4 km)
- Birkenheide: Naturdenkmal Silbergrasflur (⊙)
- Maxdorf (⊙)
- Lambsheim: Neutorturm (⊙) und weitere Kulturdenkmäler
- Frankenthal-Flomersheim (⊙)
- Frankenthal: Erkenbert-Ruine (⊙) und weitere Kulturdenkmäler
- Frankenthal-Mörsch (⊙)
- Bobenheim-Roxheim: Roxheimer Altrhein, Silbersee (⊙)
- Worms: Kaiserdom (⊙), Roxheimer Altrhein und weitere Kulturdenkmäler
- Worms-Pfeddersheim: Stadtmauer mit Wehrtürmen (⊙)
- Worms-Heppenheim: Jüdischer Friedhof (⊙)
- Dirmstein: Laurentiuskirche (⊙) und weitere Kulturdenkmäler (Übergang zum Eckbach-Mühlenwanderweg)
- Heuchelheim: Jüdischer Friedhof (⊙)
- Heßheim (⊙)
- Lambsheim: Neutorturm (⊙) (evtl. weiter über Maxdorf und Birkenheide nach Bad Dürkheim zu Teilstrecke 1)

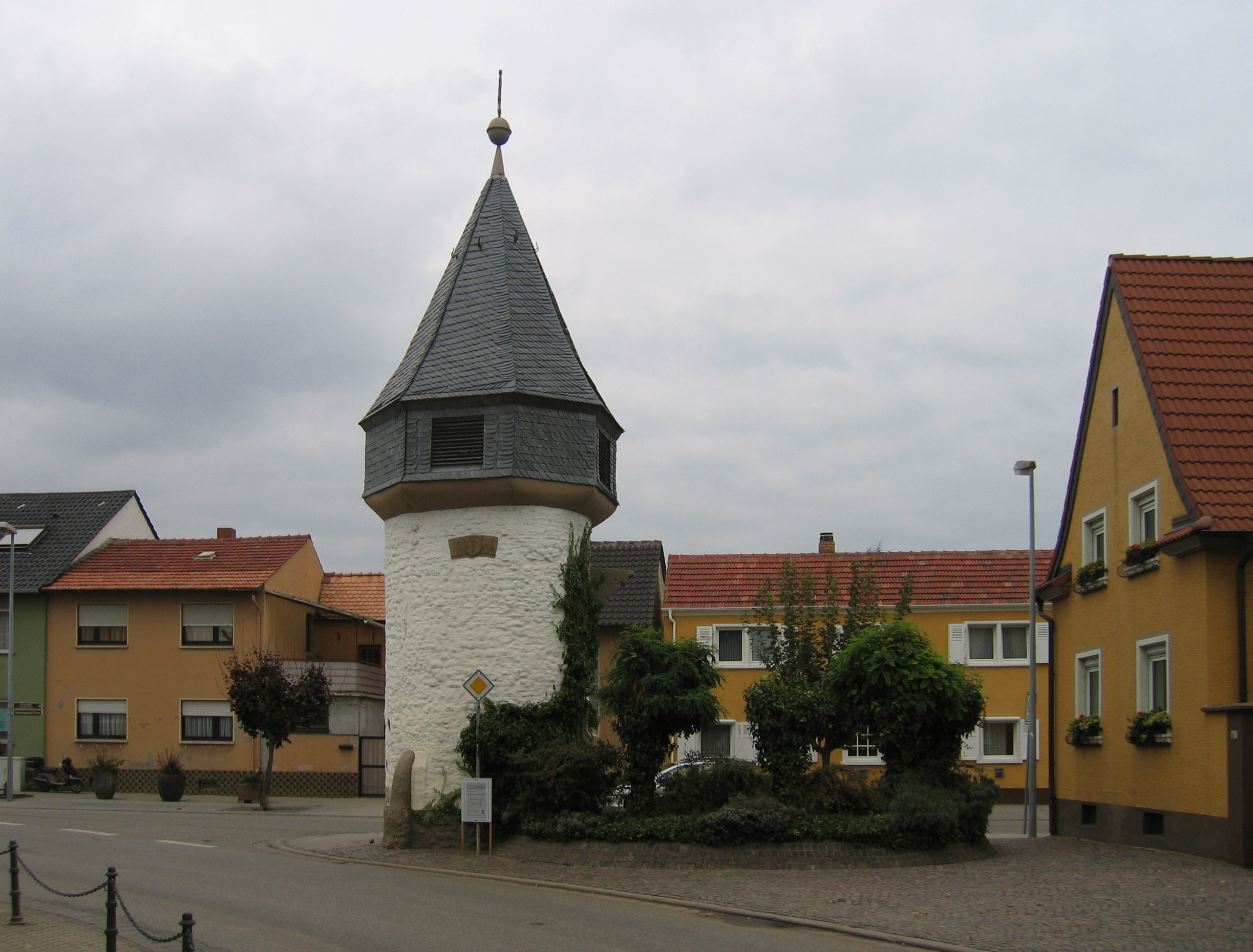
Lambsheim: Neutorturm
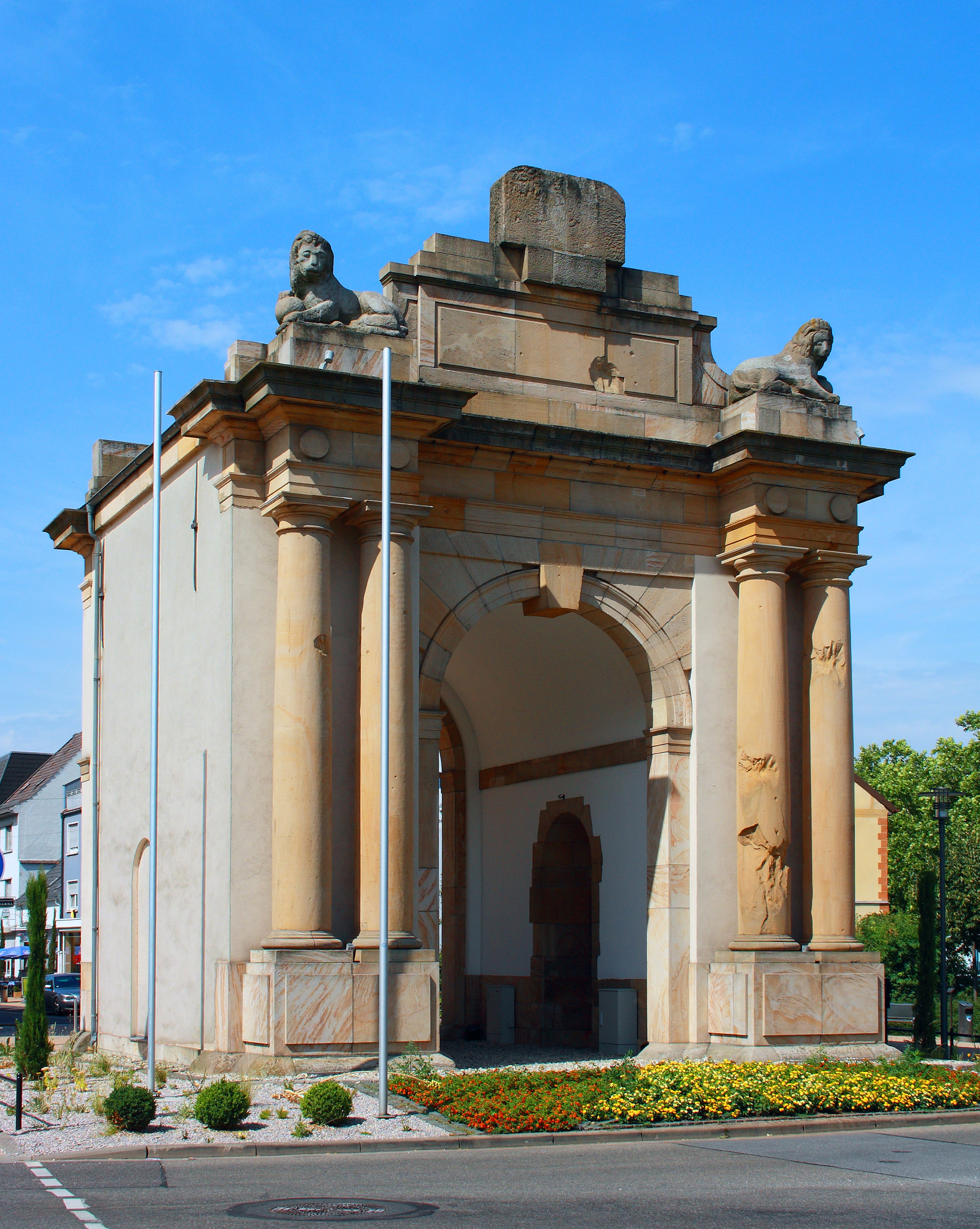
Frankenthal: Speyerer Tor
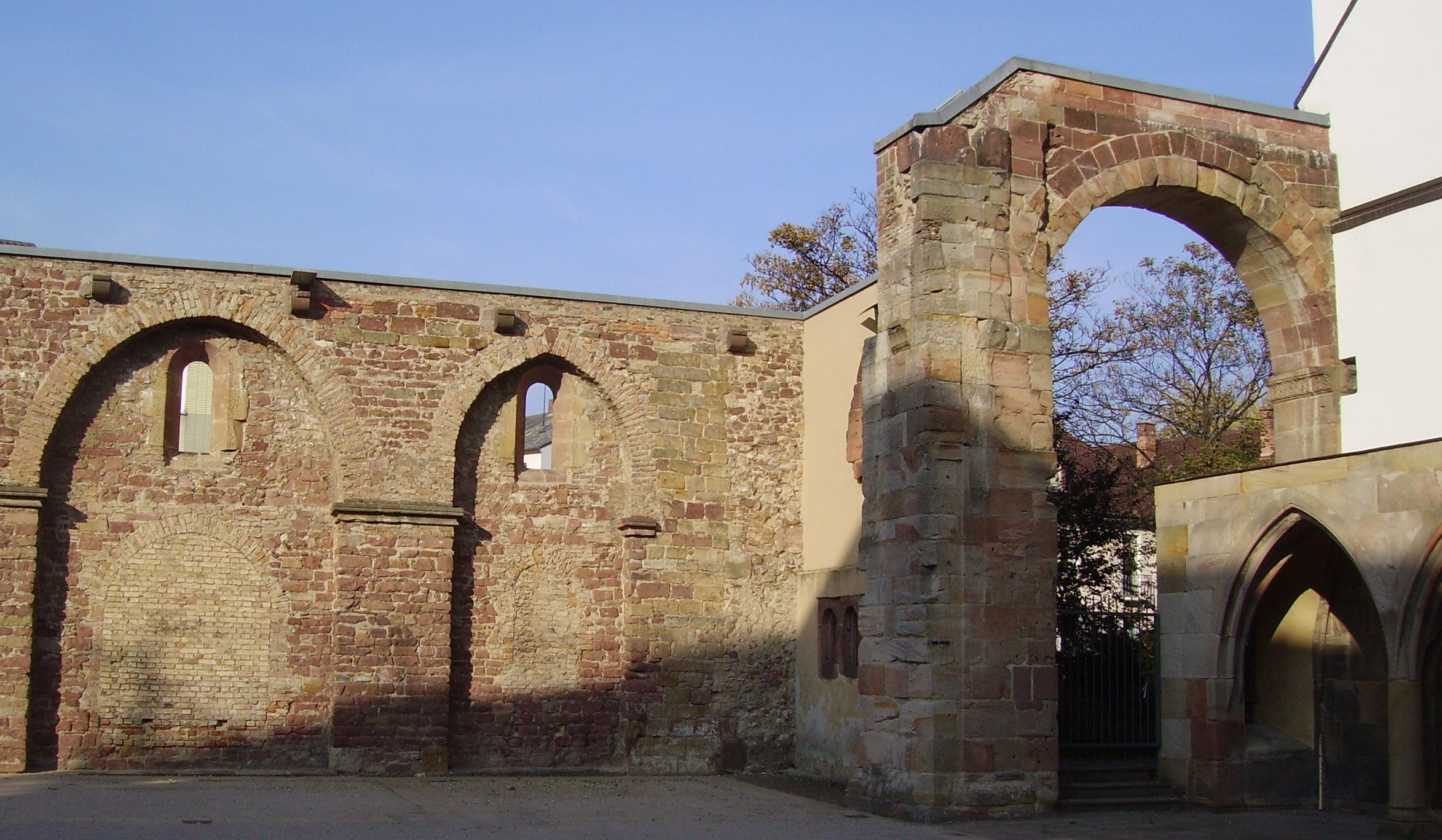
Frankenthal: Erkenbert-Ruine
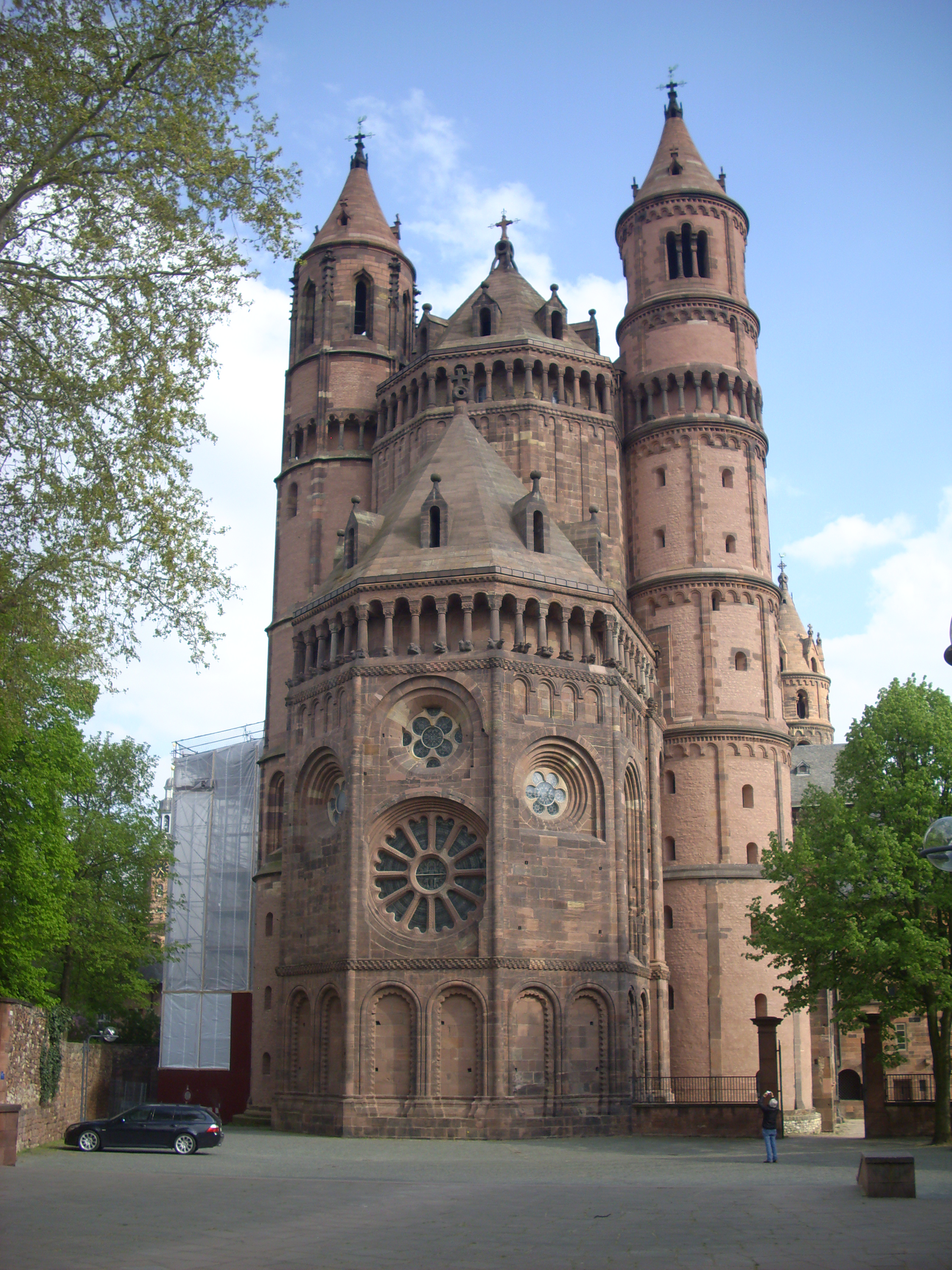
Worms: Kaiserdom St. Peter
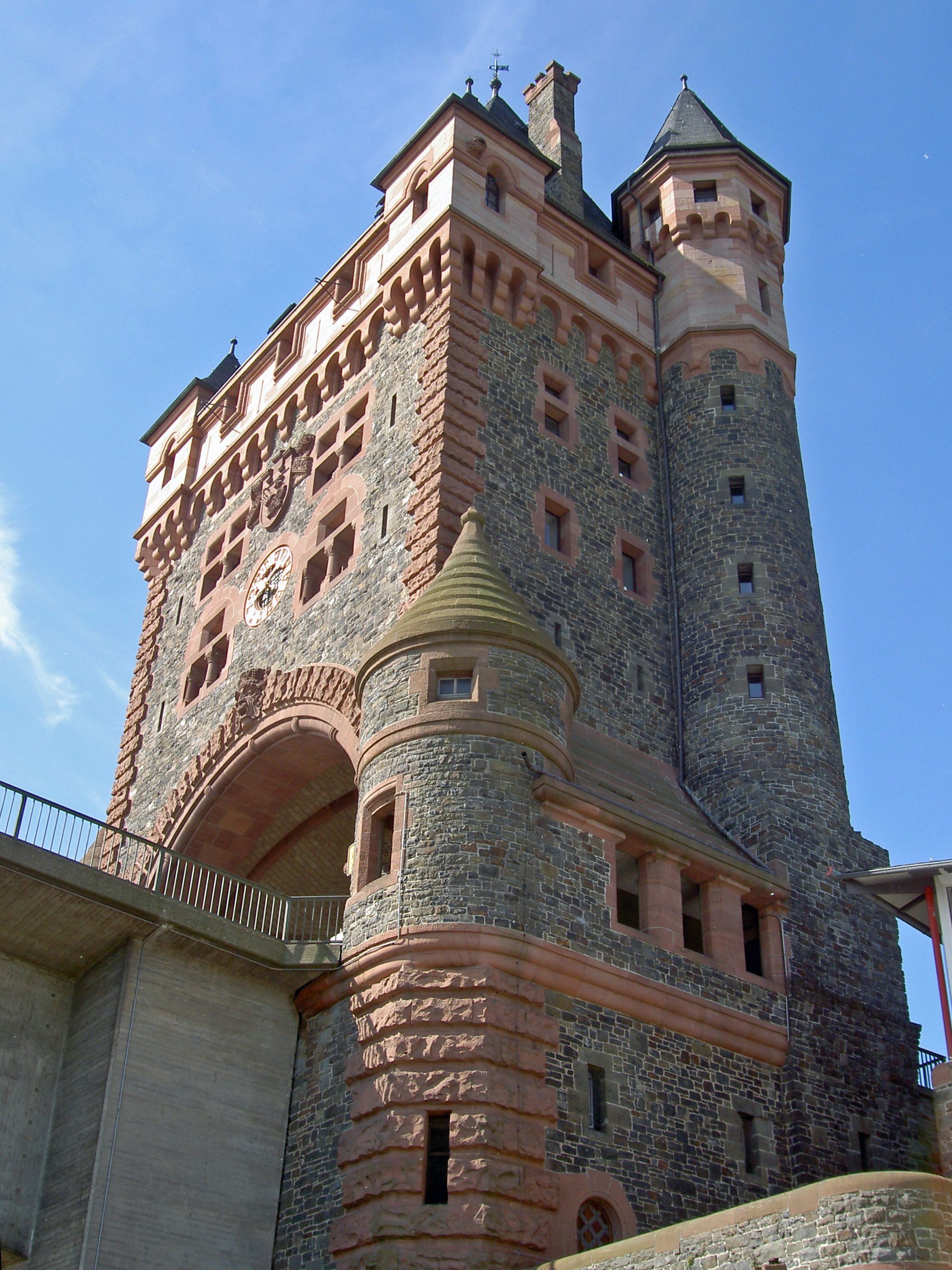
Worms: Nibelungen-Brücke
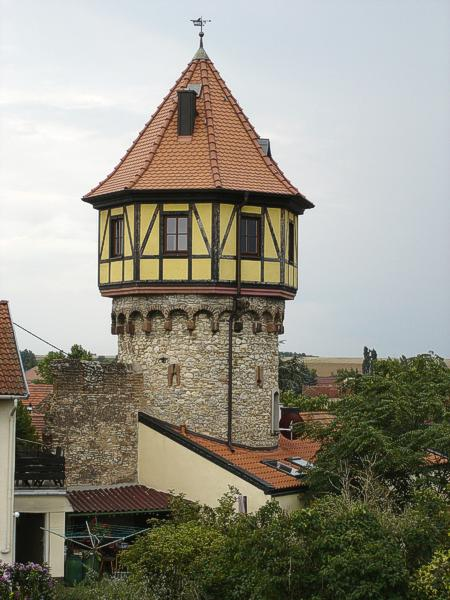
Pfeddersheim: Wehrturm
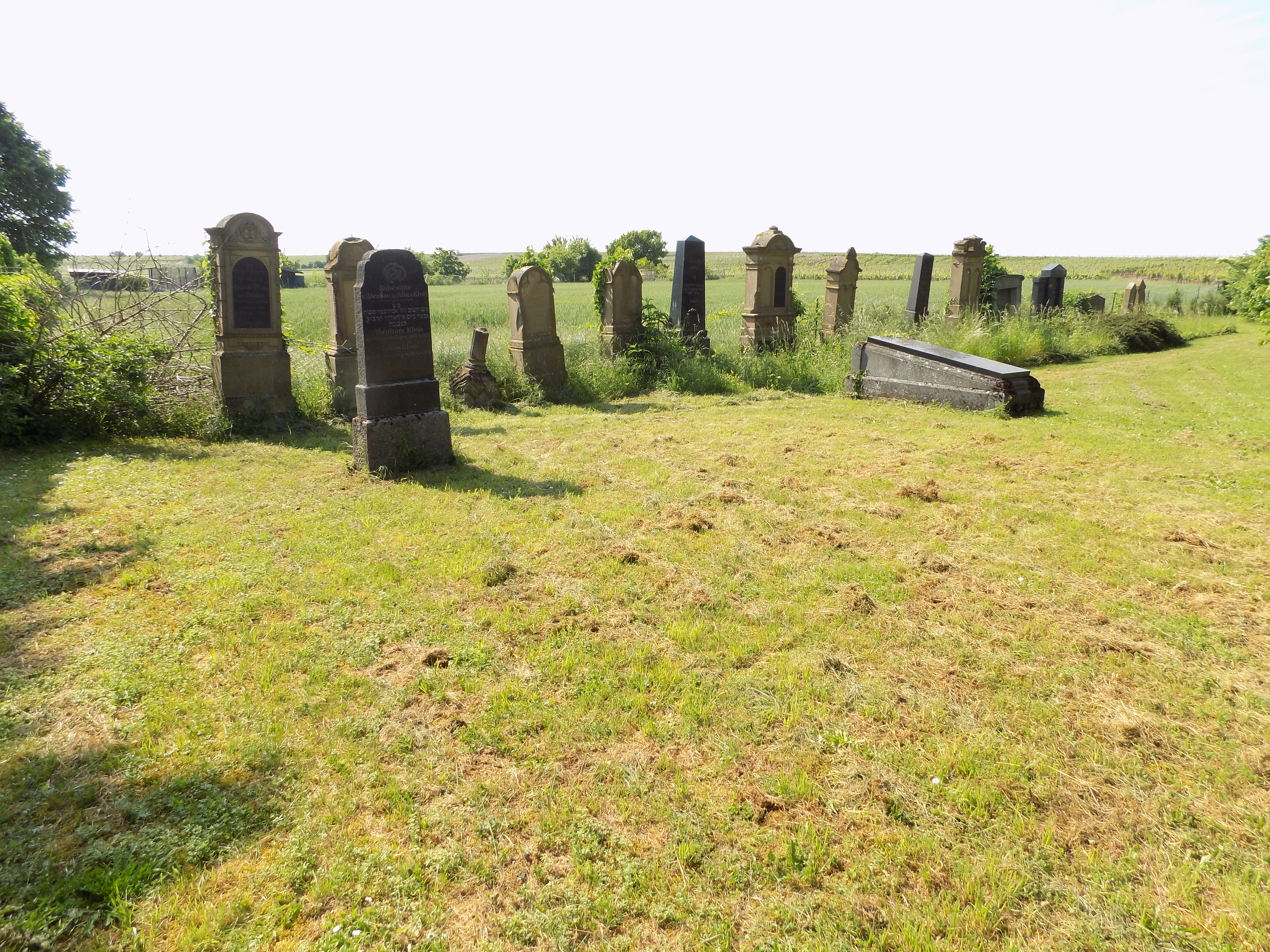
Heppenheim: Jüdischer Friedhof
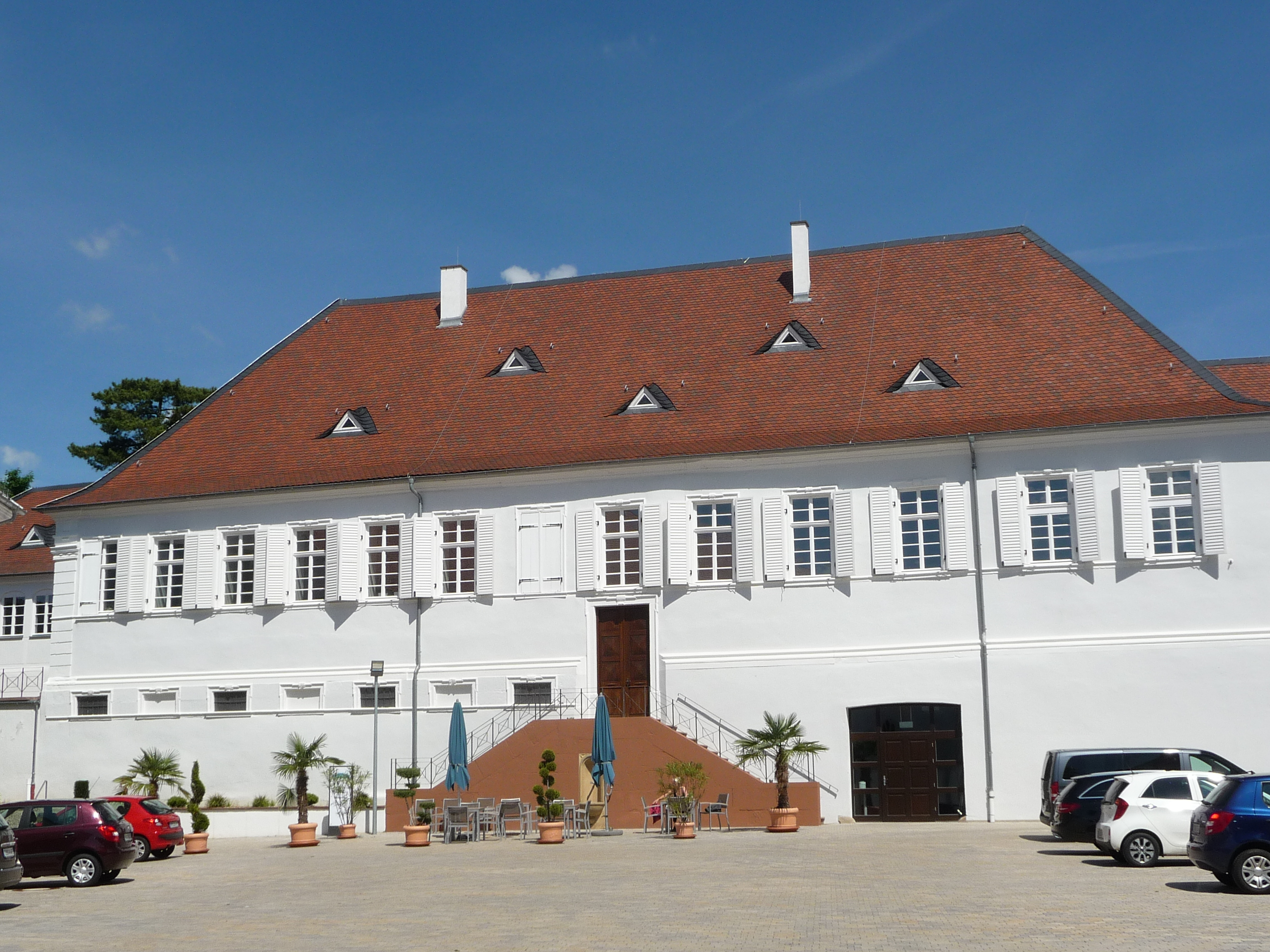
Dirmstein: Koeth-Wanscheidsches Schloss
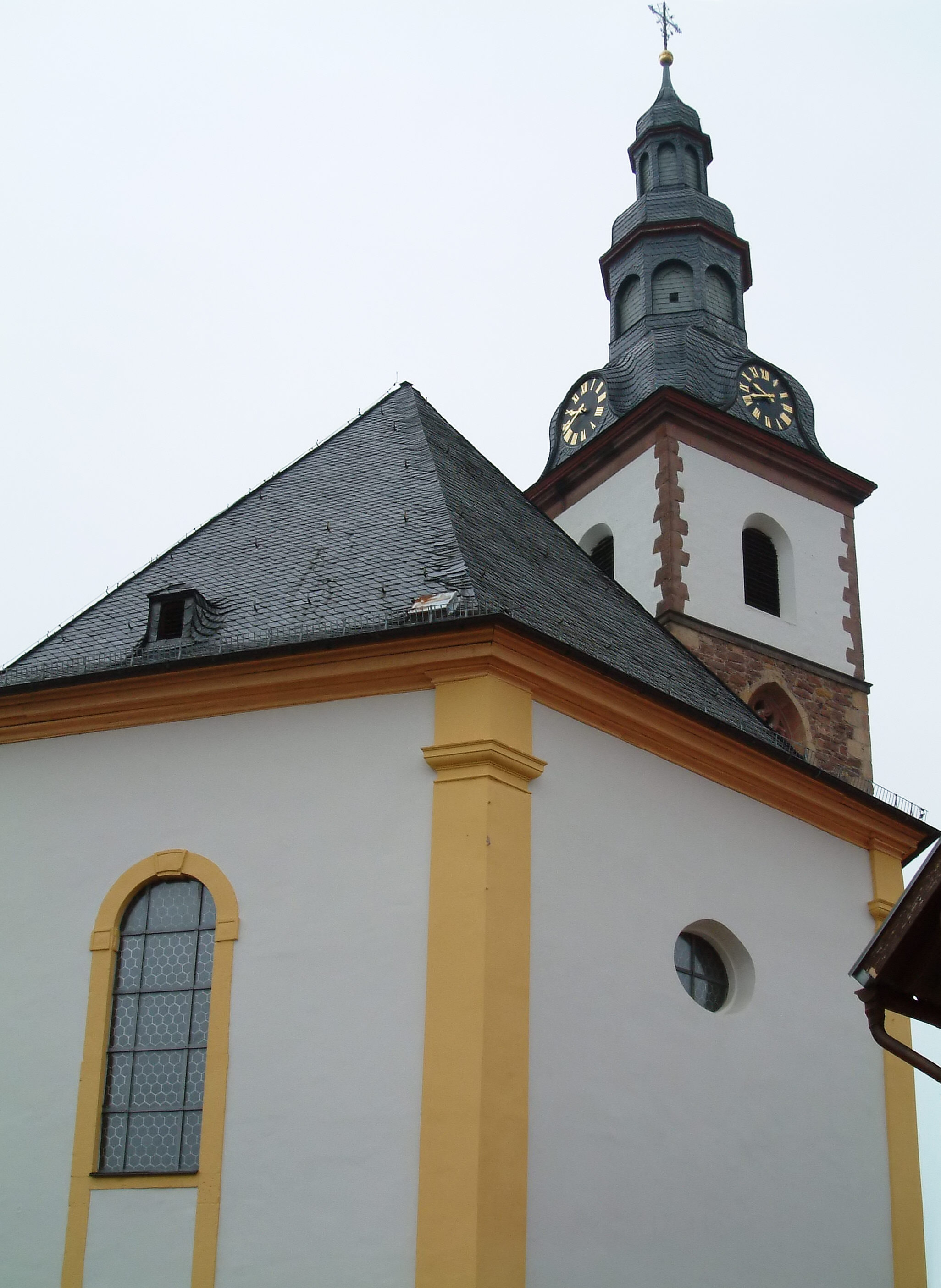
Dirmstein: Laurentiuskirche
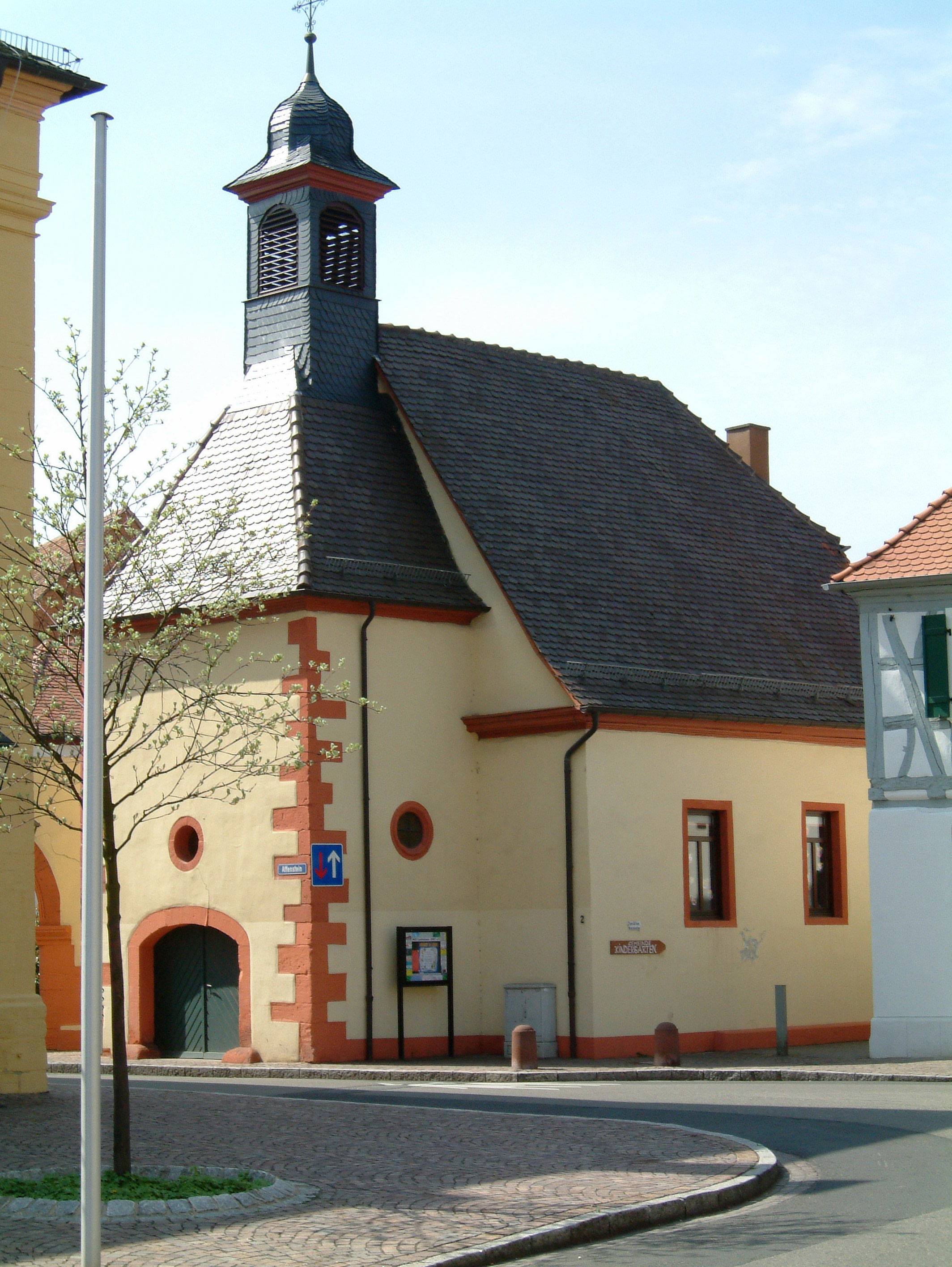
Dirmstein: Spitalhof-Kapelle
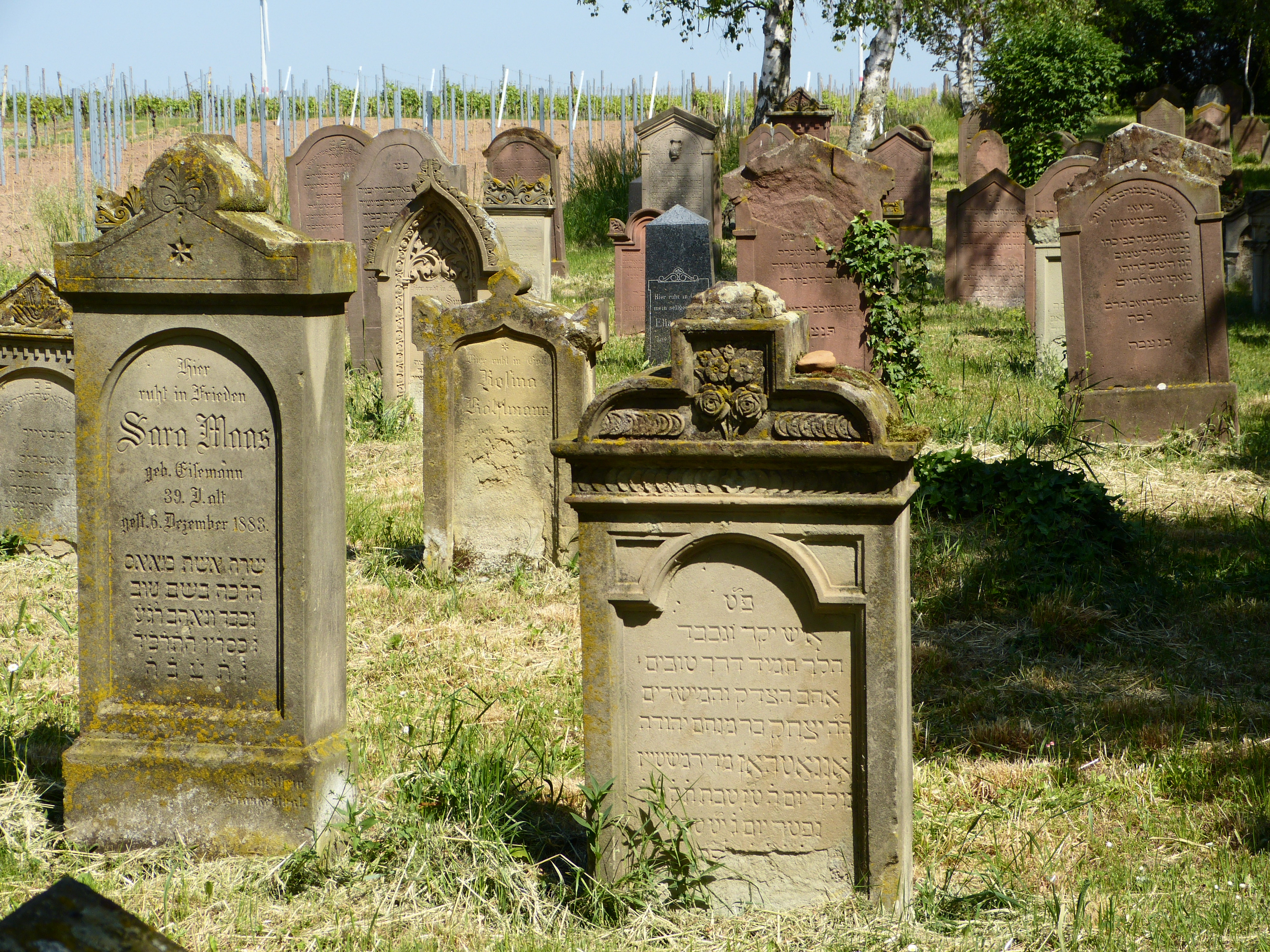
Heuchelheim: Jüdischer Friedhof
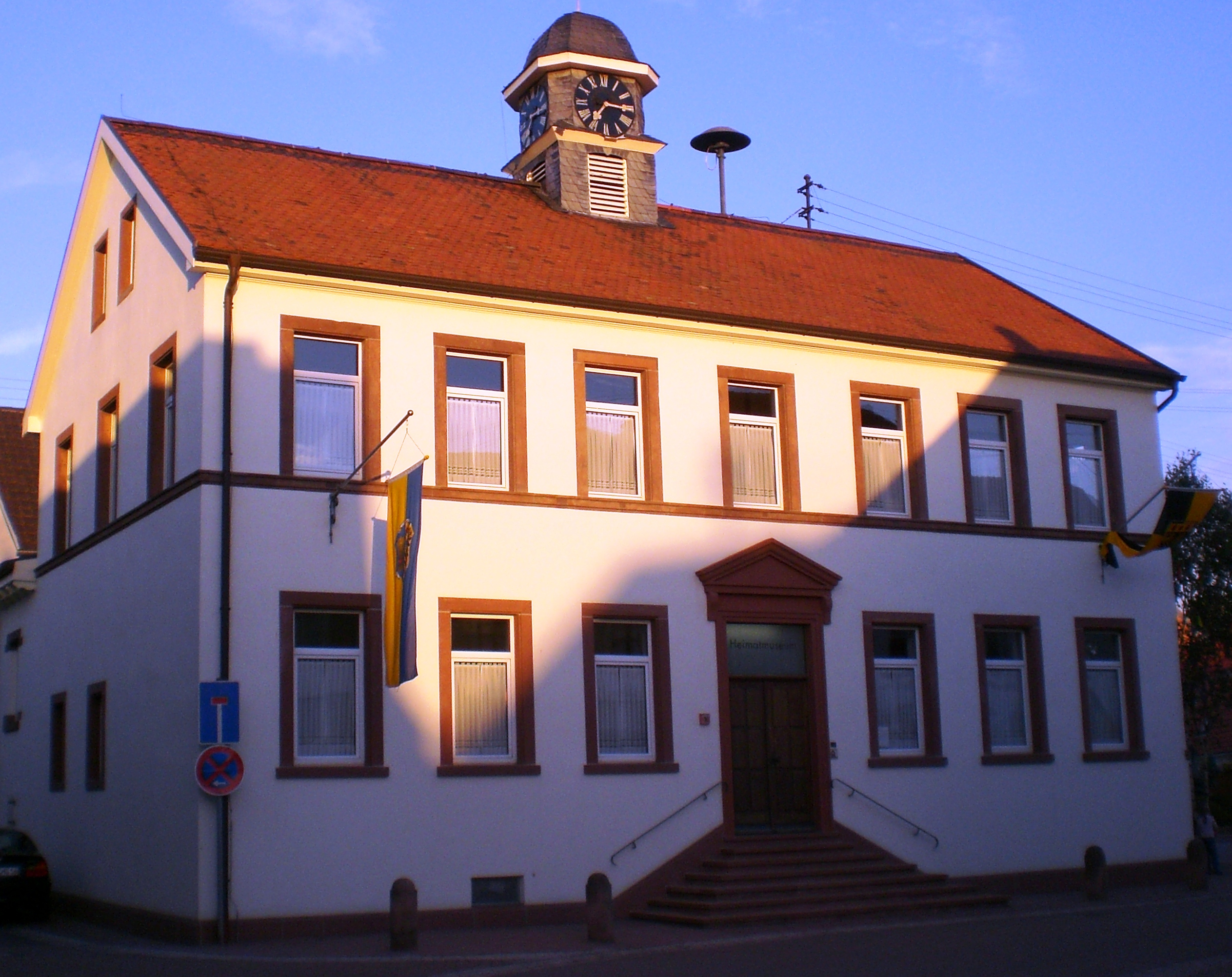
Heuchelheim: Ehemaliges Schul- und Rathaus, heute Heimatmuseum